# La Ferrera
La Ferrera, també coneguda com a Malaspina, és l'illa principal d'un dels grups d'illots de l'arxipèlag dels Columbrets.
El seu nom probablement és degut al seu color, similar a l'òxid de ferro.

## Geografia
Es troba 1,4 km a l'oest de l'illa Grossa, la més gran de l'arxipèlag, i al nord de la Foradada i el Carallot.
És gairebé inaccessible, ja que és molt escarpada i els seus blocs de roca inestables, per la qual cosa el seu accés és molt complicat. El punt més alt s'eleva a quaranta-quatre metres sobre el mar.
Conté diversos illots de dimensions molt reduïdes, com Espinosa, Bauzà i Navarrete. El pas entre la Ferrera i l'illot Bauzà té vint metres d'ample, però existeix una pedra que l'obstrueix i només poden passar-hi bots.